# Pyrestes yayeyamensis
Pyrestes yayeyamensis là một loài bọ cánh cứng trong họ Cerambycidae.